# Мбаикоро
Мбаикоро (фр. Mbaïkoro) — деревня и супрефектура в Чаде, расположенная на территории региона Восточный Логон. Входит в состав департамента Монт-де-Лам.

## Географическое положение
Деревня находится в юго-западной части Чада, к югу от реки Западный Логон, на высоте 508 метров над уровнем моря.
Населённый пункт расположен на расстоянии приблизительно 412 километров к юго-юго-востоку (SSE) от столицы страны Нджамены.

## Население
По данным официальной переписи 2009 года численность населения Мбаикоро составляла 62 636 человек (30 218 мужчин и 32 418 женщин). Население супрефектуры по возрастному диапазону распределилось следующим образом: 52,3 % — жители младше 15 лет, 44,3 % — между 15 и 59 годами и 3,4 % — в возрасте 60 лет и старше.

## Транспорт
Ближайший аэропорт расположен в городе Мунду.